# أين أبي
هو ثاني مسلسل مكسيكي مدبلج باللهجة المغربية بعد مسلسل «آنا» وقد بدأ بثه على قناة 2m ابتداء من 10 أكتوبر 2009 على الساعة 18.40 مساء ومن الاتنين إلى الجمعة وكانت الحلقة الآخيرة يوم الانثين 22 مارس 2010.
---
و يحكي عن قصة فتاة «مارغاريتا» ذات 15 ربيعا تعرضت للاغتصاب من طرف «اغناسيو» وهو الأب الحقيقي لابنها «فريخوليتو» وهذا الأخير دائما يسأل عن أبيه ومارغاريتا تتجاهل كلامه بجزمها لابنها أن أباه قد توفي... ومن هنا تبدأ المفارقات بالمسلسل من حيت رجوع اغناسيو وإنشاءه لصداقة مع ابنه الحقيقي فريخوليتو...

## الممثلون
مارغاريتا بصوت أمينة أحريس
اغناسيو بصوت شعيب خليلي
فريخوليتو بصوت أنس وأسامة الوراق
فرانسيسكو (أخ اغناسيو وهو كذلك يقع في حب مارغاريتا) بصوت منير شهير
شانطال (خطيبة اغناسيو) بصوت ابتسام كتيبي
افنخلينة (والدة مارغاريتا) بصوت مريم الصاوي
بسنتي بصوت سعيد أقدار
أولكا بصوت مريم سلام

## روابط خارجية
- أين أبي على موقع IMDb (الإنجليزية)
- أين أبي على موقع كينوبويسك (الروسية)
- أين أبي على موقع قاعدة بيانات الفيلم (الإنجليزية)